# St. Elisabeth (Eßleben)

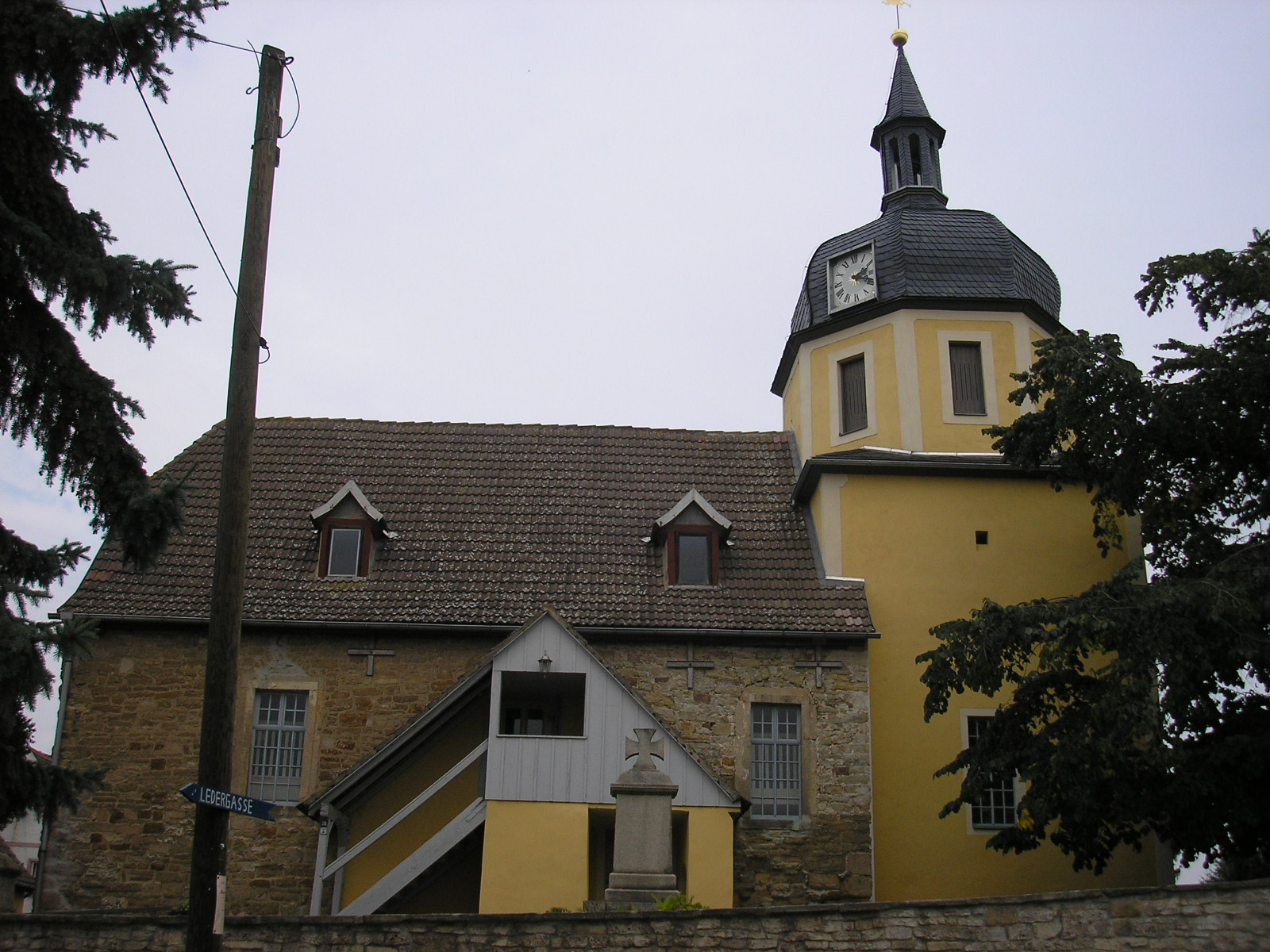
Kirche Eßleben

Die evangelische Dorfkirche St. Elisabeth steht im Ortsteil Eßleben der Landgemeinde Buttstädt im Landkreis Sömmerda in Thüringen.

## Geschichte
Das Gotteshaus wurde erstmals im Jahre 1266 urkundlich genannt. Die Inneneinrichtung stammt aus dem 18. Jahrhundert. Es liegen keine Hinweise über die Art und Weise der Umgestaltung der Kirche vor.
Auf der Glocke gibt die Inschrift keine Zeitangabe an.
Die Stiftung KiBa förderte die Erneuerung der Holzkonstruktion in den Jahren 2004, 2006 und 2007.